# Microsoft Office XP
Microsoft Office XP 是微軟針對 Windows 系統所推出的辦公室套裝軟體，於 2001 年 3 月 5 日發布，承繼 Office 2000，為 Office 2003 的前身。早期開發階段的代號為 Office 10，雖然新的 Office XP 名稱中有「XP」代號，但其並不要求只能在 Windows XP 系統中執行，此代號只是配合當時的行銷手法而命名。
Office 97 中令人詬病的 Office小幫手功能在 Office XP 預設為關閉，成為 Office XP 的行銷特色。

## 概要
Office XP的正式（RTM）版本在2001年3月5日發布，後續一共發布了三次服務包，主流支援已於2006年7月11日結束，延伸支援則已於2011年7月12日結束。

### 命名
Microsoft Office XP當時與Windows XP作業系統於同一年發售，雖然命名相似，Office XP仍可與Windows XP以外的系統相容，包含Windows NT 4.0（Service Pack 6a）、Windows 98、Windows 98 SE、Windows 2000、Windows Me、Windows Vista Windows 7、Windows 8和Windows 10，但不相容於 Windows 95。此外，Office XP 是微軟最後一個支援 Windows NT 4.0、Windows 98、Windows 98 SE和Windows ME的Office產品。

## 特色
Microsoft Office XP 有別前幾代產品，增加了許多新功能和特色。
- 安全模式：允許程式（如 Outlook）在有可能崩潰的情況下正常執行，讓 Office 能偵測、修補或跳過問題源（如損毀的登錄檔或不正常執行的外掛。

- 智慧標籤：幫助使用者編輯文件，如糾正拼字錯誤。智慧標籤皆為程式提供，一般使用者無法自訂，但開發人員仍可以自訂智慧標籤。

- 產品啟動：Office XP 才引進的新技術，用來防堵盜版問題，產品須經啟動後才能正常使用。微軟往後的作業系統和 Office 產品都添加了這項功能。

- 語音辨識和手寫辨識：Office XP 的新功能，所有 Office 程式、Outlook Express 和 Internet Explorer 瀏覽器皆能使用。語音辨識技術包含「辨識」和「命令」功能，可將語音轉寫為文字，同時可以以語音來控制程式選單和命令。手寫辨識技術可讓使用者以手書方式輸入。

- Text Services Framework支援：Office XP，特別是 Word 2002，支援了 Text Services Framework，讓此技術的服務（含語音手寫辨識、拼字檢查）能在 Word 中準確執行。

- 剪貼簿：功能加強，最多可儲存 24 筆資料，以任務欄的方式顯示在視窗上，複製的資料無論是文字、數字或圖片皆可以縮圖顯示。

- 任務欄：為 Office XP 的軟體環境最大的特色，出現在 Office 軟體的視窗右側，某些本來以對話框來顯示的功能選項，改在任務欄上顯示，如開新檔案或插入美工圖案。

## 版本
Office XP 以多種包裝版本販售，某些是以零售方式發行「完整版」或「升級版」，或是以 OEM 方式裝載在套裝電腦裡，其他還有需要執行產品啟動的大量授權方式釋出給企業或組織，這些不同的版本都包含 Word、Excel 和 Outlook 等核心軟體。
| 軟體和特色 | 標準版                   | 小型企業版 | 專業版         | 特別專業版（升級用） | 專業版（搭配 Publisher） | 專業版（搭配 FrontPage） | 開發人員版 |
| ---------- | ------------------------ | ---------- | -------------- | -------------------- | ------------------------ | ------------------------ | ---------- |
| 販售方式   | 零售、大量授權、學術授權 | OEM        | 零售、大量授權 | 零售                 | OEM                      | 大量授權                 | 零售       |
| Word       | 有                       | 有         | 有             | 有                   | 有                       | 有                       | 有         |
| Excel      | 有                       | 有         | 有             | 有                   | 有                       | 有                       | 有         |
| Outlook    | 有                       | 有         | 有             | 有                   | 有                       | 有                       | 有         |
| PowerPoint | 有                       | 無         | 有             | 有                   | 有                       | 有                       | 有         |
| Access     | 無                       | 無         | 有             | 有                   | 有                       | 有                       | 有         |
| Publisher  | 無                       | 有         | 無             | 有                   | 有                       | 無                       | 無         |
| FrontPage  | 無                       | 無         | 無             | 有                   | 無                       | 有                       | 有         |
| 開發者工具 | 無                       | 無         | 無             | 無                   | 無                       | 無                       | 有         |

## 另見
- 辦公室套裝軟體比較
- 辦公室套裝軟體列表
- Microsoft Office 程式列表

## 外部連結
- Office XP 服務中心 （页面存档备份，存于）
- Office XP 更新及服務下載點